# Lierre de Colchide
Espèce
Le Lierre de Colchide (Hedera colchica) est une espèce de plantes à fleurs de la famille des Araliaceae.

## Liste des formes
Selon GBIF (5 avril 2025) :
- Hedera colchica f. colchica
- Hedera colchica f. sulphureocordata Geerinck, 2003

## Systématique
Le nom correct complet (avec auteur) de ce taxon est Hedera colchica (K.Koch) K.Koch.
Le basionyme de ce taxon est : Hedera helix colchica K.Koch
Ce taxon porte en français les noms vernaculaires ou normalisés suivants : Lierre de Colchide, Lierre de Perse, Lierre de Perse, Lierre du Caucase,, Lierre d’Algérie.
Hedera colchica a pour synonymes :
- Hedera acuta G.Nicholson
- Hedera amurensis Hibberd
- Hedera amurensis Hibberd ex Lawr. & Schulze-Menz
- Hedera caucasica Carrière
- Hedera colchica f. arborescens (Paul) Rehder
- Hedera colchica f. dentata (Hibberd) Hibberd
- Hedera colchica f. dentatovariegata (A.E.Schulze) Geerinck
- Hedera colchica f. dentatovariegata (A.E.Schulze) P.D.Sell
- Hedera colchica f. flavovariegata P.D.Sell
- Hedera colchica var. amurensis
- Hedera colchica var. arborescens Paul
- Hedera colchica var. dentata (Hibberd) Hibberd
- Hedera colchica var. dentata (Hibberd) Lawr.
- Hedera colchica var. dentatovariegata A.E.Schulze
- Hedera colchica var. rhombifolia (Rupr. ex Regel) Boiss.
- Hedera colchica var. rhomboidea (Rupr. ex Regel) Boiss.
- Hedera colchica var. variegata Ed.Otto
- Hedera cordifolia Hibberd
- Hedera coriacea var. dentata Hibberd
- Hedera coriacea Hibberd
- Hedera dentata (Hibberd) Carrière
- Hedera helix var. colchica K.Koch
- Hedera helix var. dentata (Hibberd) G.Nicholson
- Hedera helix var. roegneriana (Hibberd) G.Nicholson
- Hedera regneriana var. arborea Hibberd
- Hedera regneriana Hibberd
- Hedera rhombifolia Rupr.
- Hedera rhombifolia Rupr. ex Regel
- Hedera roegneriana var. arborea Hibberd
- Hedera roegneriana Boiss.
- Hedera roegneriana Hibberd